# Somatropin
Somatropin oder Somatotropin (auch Somatotropes Hormon genannt) ist ein Proteohormon, das als Wachstumshormon im menschlichen und tierischen Organismus vorkommt und im Gehirn im Vorderlappen der Hypophyse gebildet wird.
Rekombinant hergestelltes Somatropin (rhGH) wird als Arzneistoff verwendet bei Wachstumshormonmangel (GHD) infolge Insuffizienz der Hypophyse.

## Synonyme
Es gibt eine Reihe von Synonymen und Abkürzungen für das Somatropin:
- Somatotropes Hormon (STH)
- Human Growth Hormone (HGH)
- Growth Hormone (GH)
- Wachstumshormon (WH)
- Somatropin (INN)

## Struktur
Die Primärstruktur des humanen Somatropins besteht aus 191 Aminosäuren mit einer Molekülmasse von 22.125 Da. Dabei existieren artspezifische Varianten des Hormons. Die Tertiärstruktur besteht aus vier α-Helices mit zwei intramolekularen Disulfidbindungen.

## Bildung und Regulation
Das Somatropin wird in den α-Zellen des Hypophysenvorderlappens gebildet. Seine schubweise Ausschüttung wird durch den Hypothalamus mit seinem Somatropin-releasing-Faktor (SRF, GHRH Growth-Hormone-Releasing-Hormon, GRF, Somatoliberin) und dem Somatostatin reguliert. Während des Schlafes wird am meisten Somatropin produziert. Die Pubertät ist das Lebensalter mit der ausgeprägtesten Somatropin-Produktion.
Mangel an Energiesubstrat (Hypoglykämie, Fasten, körperliche Aktivität), Erhöhung der Serumspiegel bestimmter Aminosäuren (z. B. durch eiweißreiche Kost), Fieber und psychischer Stress stellen Sekretionsstimuli für Somatropin dar.
Negativ reguliert wird Somatropin durch das Somatostatin, ein Inhibiting-Hormon (Growth-Hormone-Inhibiting-Hormone, GHIH), das im Pankreas und Hypothalamus gebildet wird.
Somatropin ist das quantitativ bedeutsamste Hormon der Hypophyse. Es macht etwa zehn Gewichtsprozent der getrockneten Drüse aus.
Somatotrope Zellen im Vorderlappen der Hypophyse synthetisieren und sezernieren Wachstumshormon in pulsierender Weise als Reaktion auf diese vom Hypothalamus kommenden Reize. Der größte und vorhersehbarste dieser Wachstumshormon-Spitzen tritt etwa eine Stunde nach dem Einschlafen auf, wenn der Hormonspiegel im Plasma zwischen 13 und 72 ng/ml liegt. Die maximale Sekretion des Wachstumshormons kann innerhalb weniger Minuten nach Beginn des Slow-Wave-Sleep (Stadium III oder IV) erfolgen. Ansonsten gibt es erhebliche Schwankungen, die von Tag zu Tag und von Person zu Person unterschiedlich sind. Fast 50 % der Wachstumshormonsekretion erfolgt während der dritten und vierten Phasen des langsamen Schlafs. Tagsüber treten die Sekretionsspitzen im Abstand von 3 bis 5 Stunden auf. Die Konzentration des Wachstumshormons im Plasma während dieser Spitzen kann zwischen 5 und 45 ng/ml betragen. Zwischen den Spitzen ist der Wachstumshormonspiegel im Plasma niedrig, normalerweise weniger als 5 ng/ml während des größten Teils des Tages und der Nacht. Eine zusätzliche Analyse des pulsierenden Profils des Wachstumshormons zeigte, dass in allen Fällen der Basalwert weniger als 1 ng/ml betrug und die maximalen Spitzen 10–20 ng/ml erreichten.
Es ist bekannt, dass die Sekretion des Wachstumshormons durch eine Reihe von Faktoren beeinflusst wird, wie Alter, Geschlecht, Ernährung, körperliche Aktivität, Stress und andere Hormone. Bei Jugendlichen beträgt der Wachstumshormonspiegel etwa 700 µg pro Tag, und bei gesunden Erwachsenen etwa 400 µg pro Tag. Schlafmangel unterdrückt normalerweise die Produktion von Wachstumshormonen, insbesondere bei jungen Erwachsenen.

## Normalwerte
Die Angabe eines Normalwertes für die Konzentration des Somatropins wäre falsch, da es einen Tagesrhythmus und einen Lebensrhythmus der Sekretion gibt. Außerdem gibt es Faktoren, die die akute Sekretion stimulieren. Deswegen werden meist mehrere Werte in einem Tagesprofil abgenommen.
Bei der Diagnostik der Akromegalie und des Riesenwuchses hat sich der Somatropin-Suppressionstest bewährt. Man spricht von einer autonomen Somatropin-Sekretion, wenn der Somatropin-Spiegel während der oralen Glukosebelastung (oGTT, 100 g Glukose) nicht unter 1,0 µg/l absinkt.
Die Einzelbestimmung von Somatropin ist für die Diagnose eines Somatropin-Mangels wegen der episodischen (pulsatilen) Spontansekretion und der dadurch bedingten Phasen mit nicht nachweisbaren Hormonspiegeln ungeeignet. Die Bestimmung unter Stimulation gelingt mit folgenden Verfahren:
- GHRH-Test
- Arginin-Test
- Arginin-GHRH-Test

Grenzwerte: 11,5 ng/ml für Normalgewichtige mit einem BMI ≤ 25 kg/m², 8 ng/ml für Übergewichtige mit einem BMI zwischen 25 und 30 kg/m² und 4,2 ng/ml für Adipöse mit einem BMI > 30 kg/m²
- Insulinhypoglykämie-Test (STF)

Grenzwerte: Schwerer Mangel bei < 3 ng/ml; partieller Mangel bei 3–7 ng/ml; normal bei > 16 ng/ml
- STH-Suppressionstest

## Wirkung, Mangel und Überproduktion
Somatropin ist essentiell für ein normales Wachstum. Bei einer verminderten Produktion oder einem verminderten Ansprechen der Zellen auf Somatropin kommt es zu einem Kleinwuchs.
Bei einer Überproduktion resultiert ein Riesenwuchs oder eine Akromegalie (übermäßiges Wachstum an den noch nicht verknöcherten Zonen in den Akren wie Nase, Kinn, Finger und dem Schädelknochen sowie bei allen Weichteilen (z. B. Kardiomegalie)).
Im Erwachsenenalter führt ein Mangel an Somatropin zu vielfältigen Symptomen:
- erhöhte Körperfettmasse (hauptsächlich Viszeralfett)
- reduzierte Muskelmasse
- reduzierte Knochenmineraldichte

Außerdem führt ein Mangel an Somatropin zu
- einem erhöhten kardiovaskulären Risikoprofil,
- verringerter Lebensqualität und
- der vermehrten Inanspruchnahme medizinischer Leistungen.

Diese Symptome gehen einher mit einer verminderten Lebenserwartung.
Somatropin wirkt indirekt, indem es an den Somatropin-Rezeptor bindet, der ein Transkriptionsfaktor ist und die Expression des Proteins Insulinähnlicher Wachstumsfaktor 1 (IGF-1) erhöht. Dieses wiederum bindet an seinen Rezeptor (IGF1R), der ebenso ein Transkriptionsfaktor ist und die Produktion einer Vielzahl von anderen Proteinen steuert. Ist der Somatropin-Rezeptor durch Mutationen verändert, sprechen die Zellen nicht oder vermindert auf Somatropin an, was als Somatropin-Resistenz oder Laron-Syndrom bezeichnet wird.
Genauer betrachtet wirkt Somatropin vor allem an folgenden Organen:
- Muskel, Leber (über IGF-1)
- Knochen, Niere (über EGF)
- Knorpel (über IbFGF)

Anabol wirkt es vor allem an Muskel, Leber und Knochen, indem es dort zur vermehrten Aufnahme und Verwertung von Aminosäuren führt. Somatropin erhöht den Blutzuckerspiegel (durch Glykogenolyse) und wirkt auf die Fettzellen lipolytisch, also fettabbauend.
Bei Wiederkäuern bewirkt Somatropin, dass die Laktation aufrechterhalten bleibt (siehe Rinder-Somatropin). Beim Haushund führt ein Somatotropinmangel zu Zwergwuchs.

## Verwendung als Arzneistoff
Somatropin wird seit 1963 zur Behandlung des Kleinwuchses eingesetzt, wenn er durch Wachstumshormonmangel verursacht ist. Es wurde aus Hypophysen von Toten gewonnen, bis dies Anfang 1985 weltweit verboten wurde, weil es bei Patienten zur Übertragung von AIDS und der Creutzfeldt-Jakob-Krankheit und in der Folge zu Todesfällen kam. Somatropin wird seit Dezember 1985 rekombinant hergestellt.
Das Wachstumshormon wird heute auch dann zur Therapie einer geringen Körperhöhe angewandt, wenn eine andere Grunderkrankung diesen Kleinwuchs nach sich zieht, zum Beispiel beim Ullrich-Turner-Syndrom, beim Prader-Willi-Syndrom, bei chronischer Niereninsuffizienz oder bei Kleinwuchs infolge einer intrauterinen Wachstumsverzögerung (SGA, Small for Gestational Age). Außerdem wird es seit einigen Jahren zur Substitutionstherapie bei schwerem Wachstumshormonmangel im Erwachsenenalter eingesetzt.
Die europäische Arzneimittelagentur (EMA) hat im Dezember 2011 das positive Nutzen-Risiko-Verhältnis für somatropinhaltige Arzneimittel bestätigt.

## Nichtmedizinische Verwendung
Synthetisches Somatropin wird als „Anti-Aging“-Mittel verwendet, wobei es keine Belege für einen Langzeitnutzen gibt. Häufig missbräuchlich angewendet wird es aufgrund seiner muskelbildenden Eigenschaften auch im Bodybuilding und anderen Sportarten. Zu diesem Zweck wird es teilweise auch mit Testosteron, Insulin, Trenbolon und dem Schilddrüsenhormon Triiodthyronin (T3) kombiniert. Mittlerweile sind aber auch schon gefährliche Totalfälschungen von angeblich Somatropin-haltigen Arzneimitteln aufgetaucht, die für die Verwendung in der Bodybuilder-Szene bestimmt waren. In der Doping-Szene gilt Somatropin allgemeinhin als teure „Wunderwaffe“.
Die Anwendung von Somatropin bei Menschen ohne vorliegenden Mangel kann zu Akromegalie mit schwersten Nebenwirkungen führen, die oft irreversibel sind.
Erste Ergebnisse der Studie Thymus Regeneration, Immunorestoration, and Insulin Mitigation  warfen ethische Fragen auf wie „Wollen wir eine Welt, in der Millionen hungern und andere steinalt werden?“

## Nachweis
Somatropin ist seit 1999 mit einem von dem deutschen Hormonforscher Professor Christian Strasburger von der Charité entwickelten Verfahren zuverlässig nachweisbar. Ein weiteres Verfahren wurde 2000 von Peter Sönksen entwickelt.

## Versorgungsforschung
Das INSIGHTS-GHT Register wurde von einer interdisziplinären Expertengruppe initiiert und ist die weltweit erste produktübergreifende Registerstudie zur Wachstumshormontherapie. Alle verfügbaren Präparate (auch die neuen langwirksamen) können dokumentiert werden, sowohl im pädiatrischen als auch im adulten Indikationsbereich. Seit dem Start im Februar 2022 wurden über 2000 Patienten dokumentiert (Stand Mai 2025), jeden Monat kommen etwa 50 weitere hinzu. Die Studienunterlagen wurden von den Ethikkommissionen aller beteiligter Zentren befürwortet. Außerdem wurde die Registerstudie beim Bundesinstitut für Arzneimittel und Medizinprodukte (BfArM) angemeldet (NIS 7492) und im Deutschen Register Klinischer Studien (DRKS) vor dem Einschluss des ersten Patienten registriert (Nr. 27394). Eine Publikation zu Design und Methoden wurde im Mai 2023 veröffentlicht.  Das Register wird unter der Schirmherrschaft der Deutschen Gesellschaft für Endokrinologie (DGE) und der Deutschen Gesellschaft für Pädiatrische und Adoleszente Endokrinologie und Diabetologie (DGPAED) geführt. Seit Mai 2024 wird INSIGHTS-GHT auch im Real World Data Catalogue der Europäischen Arzneimittelagentur (EMA) gelistet.
Die AG Wachstum/Hypophyse der DGPAED benannte in ihrer Stellungnahme vom 4. November 2023 das Problem, dass zu den neuen langwirksamen Präparaten noch nichts zur Langzeitwirksamkeit und Langzeitsicherheit bekannt sei und deshalb den Eltern, die sich für ein solches Präparat entscheiden, die Teilnahme an INSIGHTS-GHT nahegelegt werden sollte.

## Handelsnamen
Kurzwirksame Monopräparate
Genotropin (D, A, CH), Humatrope (D, A, CH), Jintropin (RU, CN), Norditropin (D, A, CH), NutropinAq (D, A), Omnitrope (D, A, CH), Saizen (D, A, CH), Zomacton (D, A)
Omnitrope (Sandoz) ist der Handelsname für das seit 2006 als Biosimilar zugelassene Somatropin.